# Лео Жаба
Леона́рдо Родри́гес Ли́ма (порт. Leonardo Rodrigues Lima более известный, как Ле́о Жаба́ (порт. Léo Jabá); родился 2 августа 1998 года в Сан-Паулу, Бразилия) — бразильский футболист, нападающий клуба «Сан-Бернардо».

## Биография

### Клубная карьера
Воспитанник клубов «Сан-Паулу» и «Коринтианс». Неофициальный профессиональный дебют Жаба состоялся в товарищеском матче 22 июля 2015 года. 21 ноября 2016 года в матче против «Интернасьонала» дебютировал в бразильской Серии А в составе «Коринтианса».
4 июля 2017 года перешёл в российский «Ахмат» за сумму в 2,5 миллиона евро, подписав контракт на пять лет. 16 июля 2017 года в матче против «Амкара» он дебютировал в РФПЛ. В этом же поединке Лео забил свой первый гол за новую команду. Он произвел впечатление в России, забив три гола в 24 матчах чемпионата.

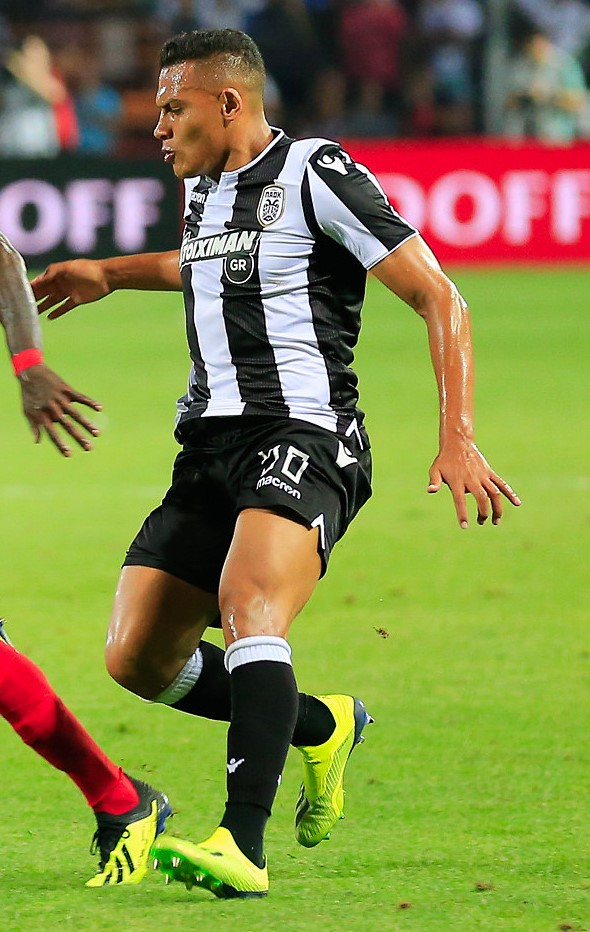
Жаба в игре за ПАОК в 2018 году

20 июня 2018 года Жаба перешёл в греческий ПАОК. Сумма трансфера составила 5 млн евро. 24 июля 2018 года в отборочном поединке Лиги чемпионов против швейцарского «Базеля» Лео дебютировал за новый клуб.
15 сентября 2018 года он забил свой первый гол в Суперлиге 2018/19 в ворота ОФИ.
4 октября 2018 года 20-летний футболист сделал дубль и отдал две результативные передачи в матче группового этапа Лиги Европы против БАТЭ, что позволило ПАОКу одержать разгромную победу 4:1. Эта игра принесла ему награду лучшего футболиста второго тура группового этапа Лиги Европы, опередив Альфредо Морелоса, Патрика Кутроне и Ислама Слимани. 3 марта 2019 года он забил решающий гол в победном матче против «Панатинаикоса» 2:0. 8 марта 2019 года сообщалось, что он привлек внимание таких команд, как «Порту», «Ньюкасл Юнайтед» и «Андерлехт». Несмотря на интерес других клубов, он остается в ПАОКе. В ноябре 2019 года он потерял место в основе из-за плохой формы в начале сезона 2019/20. Жаба получил травму в ноябре того же года, что положило конец его сезону, и он сыграл всего девять матчей, не забив и не отдав ни одной передачи в сезоне 2019/20.

### Карьера в сборной
В 2017 года Лео в составе молодёжной сборной Бразилии принял участие в молодёжном чемпионате Южной Америки в Эквадоре. На турнире сыграл в матчах против команд Чили, Парагвая, Эквадора, Аргентины, Венесуэлы, Уругвая и дважды Колумбии.

## Достижения
- Чемпион штата Сан-Паулу (1): 2017
- Чемпион Греции (1): 2018/19
- Обладатель Кубка Греции (1): 2018/19